# 旭川市立大学
旭川市立大学位于北海道旭川市永山3条23丁目，为日本公立大学，1898年建立，1968年大學设置，大学简称旭大或旭川大。
2022年9月9日，文部科學省批准旭川大學改制為旭川市立大學，並自2023年4月1日起生效。

## 沿革
1898年，旭川裁缝专门学校建立。
1951年，学校法人旭川共立学园设立。
1952年，旭川裁缝专门学校改称旭川女子高等学校（1964年、旭川日本大学高等学校、男子部开设）。
1964年，旭川女子短期大学（家政科）开设（以降、1968年，日本大学系列）。
1968年，学校法人名“北日本学院大学”之改称。北日本学院大学开设、经济学部经济学科设置。旭川女子短期大学改称北日本学院大学女子短期大学部。
1969年，女子短期大学部幼児教育学科设置。
1970年，学校法人名称“旭川大学”改称。北日本学院改称大学旭川大学、北日本学院大学女子短期大学部改称旭川大学女子短期大学部。经济学部第II部经济学科设置。
1974年，经济学部第I部贸易学科设置。女子短期大学部专攻科幼儿教育专攻设置。
1976年，旭川大学地域研究所设置。
1977年，高等学校男子部、女子部统合。
1978年，C栋竣工。
1979年，新体育馆竣工。
1986年，新图书馆竣工。
1989年，大学会馆（北辰会馆）竣工。地域研究所増筑。
1991年，经济学部组织改编。第II部经济学科和贸易学科统合、经济学科一本化。学科内经济学、商学经营学、法行财政、国际经济开始昼夜开讲。
1994年，北辰会馆増筑。
1998年，女子短期大学部专攻科福祉专攻设置。
1999年，大学院经济学研究科地域政策专攻修士课程设置。
2001年，经济学部经济法学科设置。
2002年，女子短期大学部生活学科生活福祉专攻设置。
2006年，26代振学长选拔实施。山内亮史学长当选（2期目）。
2008年，新校舍竣工。保健福祉学部开设。
2011年，短期大学部共学化。旭川大学短期大学部名称变更。
2023年4月1日，改制為旭川市立大學。

## 院系

### 学部
- 经济学部
- 保健福祉学部

### 大学院
- 经济学研究科
  - 地域政策专攻

### 专攻科
- 短期大学部专攻科
- 福祉专攻

### 短期大学部
- 短期大学部
  - 生活学科
    - 生活福祉专攻
    - 食物营养专攻

  - 幼儿教育学科

### 附属机构
- 研究所
  - 地域研究所
- 附属机关
  - 情报教育研究院
- 图书馆
- 附属幼稚园

## 对外交流
- 国内交换留学协定缔结大学
  - 冲绳大学
  - 和光大学
  - 神戸国际大学
  - 京都精华大学
  - 金泽星稜大学
  - 秋田经济法科大学

- 相互单位互换协定缔结大学
  - 北海道教育大学旭川校
  - 北海道东海大学艺术工学部旭川校

- 交流协定缔结大学
  - 水原大学校（韩国）
  - 水原科学大学（韩国）